# Araneus kirgisikus
Araneus kirgisikus là một loài nhện trong họ Araneidae.
Loài này thuộc chi Araneus. Araneus kirgisikus được miêu tả năm 1974 bởi Bakhvalov.